# Min II
Min II – patriarcha Koptyjskiego Kościoła Ortodoksyjnego  od 956 do 974.